# Vodní nádrž Humenice
Vodní nádrž Humenice se nachází na říčce Stropnice nedaleko vesnice Humenice, která je částí obce Horní Stropnice v okrese České Budějovice. Byla vystavěna v letech 1985 - 1988.
Nádrž je dlouhá asi 1,5 km a zatápí plochu 15,6 ha.

## Využití přehrady
Přehrada se využívá především jako ochrana před povodněmi a zásobárna vody, ale je zde i významný rybolov.